# Evasió a Atenea
Evasió a Atenea (títol original: Escape to Athena) és una pel·lícula britànica dirigida per George Cosmatos en 1979. Ha estat doblada al català.

## Argument
Durant la Segona Guerra Mundial, a Grècia, un camp de presoners aliats és dirigit pel Major Otto Hecht, un austríac anti-nazi abans venedor de peces d'art. El treball dels presoners consisteix a desenterrar tresors arqueològics, normalment destinats a l'Alemanya, però les més boniques peces són de fet revenudes al mercat negre pel Major. Els presoners són ben tractats però s'alien tanmateix amb la resistència grega per ocupar el camp i atacar un monestir transformat en base secreta de llançament de míssils. Són ajudats per l'encarregada d'un bordell.

## Repartiment
- Roger Moore: Major Otto Hecht
- Telly Savalas: Zeno
- David Niven: Professor Blake
- Stefanie Powers: Dottie Del Mar
- Elliott Gould: Charlie
- Claudia Cardinale: Eleana, l'encarregada del bordell
- Richard Roundtree: Net
- Sonny Bono: Bruno Rotelli
- Anthony Valentine: Volkmann
- Michael Sheard: El sergent Mann
- William Holden: un soldat americà (breu aparició)